# Anaea mineae
Anaea mineae är en fjärilsart som beskrevs av Okano. Anaea mineae ingår i släktet Anaea och familjen praktfjärilar. Inga underarter finns listade i Catalogue of Life.